# Shindo Ryosuke
Shindo Ryosuke (進藤 亮佑 (Tiến Đằng Lượng Hựu) Shindō Ryōsuke, sinh ngày 7 tháng 6 năm 1996 ở Sapporo) là một cầu thủ bóng đá người Nhật Bản thi đấu cho Consadole Sapporo.

## Thống kê câu lạc bộ
Cập nhật đến ngày 18 tháng 2 năm 2019.
| Thành tích câu lạc bộ | Thành tích câu lạc bộ | Thành tích câu lạc bộ | Giải vô địch | Giải vô địch | Cúp quốc gia          | Cúp quốc gia          | Cúp liên đoàn | Cúp liên đoàn | Tổng cộng | Tổng cộng |
| Mùa giải              | Câu lạc bộ            | Giải vô địch          | Số trận      | Bàn thắng    | Số trận               | Bàn thắng             | Số trận       | Bàn thắng     | Số trận   | Bàn thắng |
| Nhật Bản              | Nhật Bản              | Nhật Bản              | Giải vô địch | Giải vô địch | Cúp Hoàng đế Nhật Bản | Cúp Hoàng đế Nhật Bản | J. League Cup | J. League Cup | Tổng cộng | Tổng cộng |
| --------------------- | --------------------- | --------------------- | ------------ | ------------ | --------------------- | --------------------- | ------------- | ------------- | --------- | --------- |
| 2015                  | Consadole Sapporo     | J2 League             | 0            | 0            | 2                     | 1                     | –             | –             | 2         | 1         |
| 2016                  | Consadole Sapporo     | J2 League             | 23           | 0            | 0                     | 0                     | –             | –             | 23        | 0         |
| 2017                  | Consadole Sapporo     | J1 League             | 8            | 0            | 1                     | 0                     | 8             | 1             | 17        | 1         |
| 2018                  | Consadole Sapporo     | J1 League             | 34           | 4            | 1                     | 0                     | 0             | 0             | 35        | 4         |
| Tổng cộng sự nghiệp   | Tổng cộng sự nghiệp   | Tổng cộng sự nghiệp   | 65           | 4            | 4                     | 1                     | 8             | 1             | 77        | 6         |